# Randi Thorvaldsenová
Randi Thorvaldsenová (4. března 1925 Fiskum – 10. února 2011 Hønefoss) byla norská rychlobruslařka.
Ve velkých mezinárodních závodech startovala od roku 1947, kde debutovala na Mistrovství světa, které nedokončila. Na MS 1948 již byla čtvrtá, stejně jako v roce 1949. Největších úspěchů dosáhla počátkem 50. let, kdy na světovém šampionátu 1951 získala stříbrnou medaili a o rok později, na MS 1952, vybojovala bronz. Mezi lety 1946 a 1954 vždy vyhrála norský vícebojařský šampionát. Poslední závody absolvovala v roce 1954.